# Sandtorgs kommun
Sandtorgs kommun var en tidigare kommun i Troms fylke i norra Norge. Kommunen omfattade den södra delen av nuvarande Harstads kommun. Staden Harstad utgjorde kommunens centralort även om den inte ingick i kommunen.

## Administrativ historik
Sandtorgs kommun upprättades 1926 genom utbrytning ur Trondenes kommun. Kommunen hade 4 224 invånare vid upprättandet.
Den 1 januari 1964 gick kommunen, tillsammans med Trondenes kommun, upp i Harstads kommun. Kommunens hade då 7 512 invånare.